# Dianthus dobrogensis
Dianthus dobrogensis là loài thực vật có hoa thuộc họ Cẩm chướng. Loài này được Prodán mô tả khoa học đầu tiên năm 1934.